# يان نولان
يان نولان (بالإنجليزية: Ian Nolan)‏ (9 يوليو 1970 بليفربول في المملكة المتحدة - ) هو لاعب كرة قدم أيرلندي شمالي في مركز الدفاع. شارك مع منتخب أيرلندا الشمالية لكرة القدم. أما مع النوادي، فقد لعب مع برادفورد سيتي وشيفيلد وينزداي ونادي ترانمير روفرز لكرة القدم ونادي ساوثبورت وويغان أتلتيك ونادي مارين ‏ ونورثويتش فيكتوريا.

## وصلات خارجية
- يان نولان على موقع الاتحاد الدولي (مؤرشف)  (الإنجليزية)
- يان نولان على موقع قاعدة بيانات كرة القدم.إي يو (الإنجليزية)
- يان نولان على موقع ناشيونال فوتبول تيمز (الإنجليزية)
- يان نولان على موقع Soccerbase.com (لاعب) (الإنجليزية)
- يان نولان على موقع عالم كرة القدم.نت (الإنجليزية)